# Agrias amydonides
Agrias amydonides är en fjärilsart som beskrevs av Hans Fruhstorfer 1898. Agrias amydonides ingår i släktet Agrias och familjen praktfjärilar. Inga underarter finns listade i Catalogue of Life.